# 明天 (足球运动员)
明天（1995年4月8日—），是一名中国足球运动员，司职后卫。目前效力于中超球队上海海港。

## 俱乐部生涯
明天出道于武汉卓尔青训系统。2013年全运会乙组比赛代表湖北队出场。2014年1月与队友聂傲双一起被选派至法国索肖足球俱乐部进行为期三个月的学习训练。2014年进入武汉卓尔一线队名单但并未在联赛中出场。同年入选中国国家U-19青年队并参加亚洲青年锦标赛。2016年开始进入球队主力阵容发挥出色并夺得当赛季中甲最佳新人奖。2017年1月12日武汉卓尔俱乐部官方宣布续约明天至2018年。
2021年，为备战3月开踢的卡塔尔世预赛亚洲区40强赛下半程比赛，中国男足将于1月22日至2月10日在海口展开2021年首期集训，他入选27人名单。
2025年1月，明天加盟上海海港。